# Tiliornis senex
Tiliornis senex — викопний вид птахів ряду фламінгоподібних (Phoenicopteriformes). Про цей вид мало відомостей, описаний лише по коракоїдній кістці. Голотип знайдений в Аргентині та датується олігоценом.